# Биолошка неуронска кола
Неуронско коло је популација неурона међусобно повезаних синапсама да би извршили одређену функцију када су активирани. Неуронска кола се међусобно повезују како би формирала велике мождане мреже. Биолошке неуронске мреже су инспирисале дизајн вештачких неуронских мрежа, али вештачке неуронске мреже обично нису стриктне копије својих биолошких колега.

## Везе између неурона
Везе између неурона у мозгу су много сложеније од оних код вештачких неурона који се користе у конекционистичким неуронским рачунарским моделима вештачких неуронских мрежа. Основне врсте веза између неурона су синапсе: и хемијске и електричне синапсе. Успостављање синапси омогућава повезивање неурона у милионе преклапајућих и међусобно повезаних неуронских кола. Пресинаптички протеини који се називају неурексини су централни у овом процесу.
Један принцип по којем неурони раде је неуронска сумација - потенцијали на постсинаптичкој мембрани ће се сумирати у телу ћелије. Ако деполаризација неурона на брежуљку аксона пређе праг, појавиће се акциони потенцијал који путује низ аксон до терминалних завршетака да би пренео сигнал другим неуронима. Ексцитаторна и инхибиторна синаптичка трансмисија се остварује углавном ексцитаторним постсинаптичким потенцијалима (ЕПСП), и инхибиторним постсинаптичким потенцијалима (ИПСП).
На електрофизиолошком нивоу, постоје различити феномени који мењају карактеристике одговора појединачних синапси (назива се синаптичка пластичност) и појединачних неурона (интринзична пластичност). Они се често деле на краткорочну пластичност и дугорочну пластичност. Често се тврди да је дугорочна синаптичка пластичност највероватнији меморијски супстрат. Обично се израз "неуропластичност" односи на промене у мозгу које су узроковане активношћу или искуством.
Везе приказују временске и просторне карактеристике. Временске карактеристике се односе на континуирано модификовану ефикасност синаптичке трансмисије зависну од активности, названу пластичност која зависи од времена скока. У неколико студија је примећено да синаптичка ефикасност ове трансмисије може бити подвргнута краткотрајном повећању (која се назива олакшање) или смањењу (депресија) у зависности од активности пресинаптичког неурона. Индукција дугорочних промена у синаптичкој ефикасности, дуготрајном потенцирањем (LTP) или депресијом (LTD), снажно зависи од релативног времена почетка ексцитаторног постсинаптичког потенцијала и постсинаптичког акционог потенцијала. LTP се индукује низом акционих потенцијала који изазивају различите биохемијске реакције. На крају, реакције изазивају експресију нових рецептора на ћелијским мембранама постсинаптичких неурона или повећавају ефикасност постојећих рецептора кроз фосфорилацију.
Акциони потенцијали који се шире уназад се не могу јавити јер након што акциони потенцијал путује низ дати сегмент аксона, м капије на напонским натријумовим каналима се затварају, блокирајући тако било какво пролазно отварање х капије да изазове промену интрацелуларног натријум јона (Na+) концентрација, и спречавање стварања акционог потенцијала назад ка телу ћелије. У неким ћелијама, међутим, неурално ширење уназад се дешава кроз дендритично гранање и може имати важне ефекте на синаптичку пластичност и рачунање.
Неурону у мозгу је потребан један сигнал неуромишићном споју да би стимулисао контракцију постсинаптичке мишићне ћелије. У кичменој мождини, међутим, потребно је најмање 75 аферентних неурона да би произвели пуцање. Ова слика је додатно компликована варијацијама временске константе између неурона, пошто неке ћелије могу да доживе своје ЕПСП током дужег временског периода од других.
Док је у синапсама мозга у развоју синаптичка депресија посебно широко примећена, спекулише се да се она мења у олакшање у мозгу одраслих.

## Клинички значај
Понекад неуронска кола могу постати патолошка и изазвати проблеме као што је Паркинсонова болест када су захваћени базални ганглији. Проблеми у Папезовом кругу такође могу довести до бројних неуродегенеративних поремећаја укључујући Паркинсонову болест.